# アブドゥル・ラフマン・シャルガム
アブドッラフマーン・シャルガム（アラビア語: عبد الرحمن شلقم
、Abdel Rahman Shalgam、1949年 - ）は、リビアの政治家、外交官。2000年から2009年まで対外連絡・国際協力書記（外務大臣に相当）。
2009年3月4日、内閣改造に伴い外相ポストをムーサ・クーサ諜報庁長官と交代し、国連安保理リビア代表に任命された。外相在職中は最高指導者カッザーフィーの意向もあり、アメリカ・リビア間の関係改善が促進された。2009年12月31日から安保理非常任理事に選出されている。2011年の内戦が勃発した時点で国連大使の地位にあった。
カッザーフィーとは高校以来、50年の長き友人関係にあり、内戦当初、カッザーフィーに忠実な立場をとり、政権批判の立場に立つダバシ次席大使と対立したが、2月25日の国連安保理会合でカッザーフィー批判の演説を行った。演説の中では、ヒトラーなど古今の独裁者を引き合いに出しながら、時折涙を流しながら「国民に手を出すな。われわれは決して降伏しない」と訴えた。